# Julio Maceiras
Julio Maceiras, vollständiger Name Julio César Maceiras Fauque, (* 22. April 1926 oder 24. April 1927 in Montevideo; † 6. September 2011) war ein uruguayischer Fußballspieler und Trainer.

## Spielerkarriere

### Verein
Während seiner Jugend gehörte er zunächst den Mannschaften von Honor y Gloria, Alacrán und Yatay an. 1945 schloss er sich den Montevideo Wanderers an. Dort debütierte der Torhüter bei einem Spiel gegen River Plate Montevideo im Parque Saroldi. Sein Debüt in der Primera División feierte er bei einer 1:4-Niederlage gegen Nacional Montevideo. Maceiras wechselte sodann 1947 für eine Ablösesumme von 1100 Pesos zum Danubio FC und stand bis 1959 im Kader des uruguayischen Vereins. 1947 stieg er mit den Montevideanern als Meister der B in die Primera División auf. Die beste Saisonabschlussplatzierung während seiner Mannschaftszugehörigkeit war der dritte Rang im Jahr 1954. Seit dem Jahr 1952 bis zu seinem Ausscheiden 1959 war er zudem Mannschaftskapitän. 1958 wurde er mit dem Team Vizemeister des Torneo Competencia. 1959 stieg er am Saisonende mit Danubio aus der höchsten uruguayischen Spielklasse ab. Zum Ende seiner Karriere spielte er noch in Canelones für Juanicó. Als 33-Jähriger gewann er dort die Departamento-Meisterschaft.

### Nationalmannschaft
Maceiras war Mitglied der A-Nationalmannschaft Uruguays, für die er von seinem Debüt am 23. Mai 1954 bis zu seinem letzten Einsatz am 1. Juli 1956 acht Länderspiele absolvierte. Insgesamt kassierte er zehn Gegentreffer im Laufe seiner Länderspielkarriere. Er nahm mit Uruguay an der Weltmeisterschaft 1954 teil. Im Verlaufe des Wettbewerbs kam er allerdings nicht zum Einsatz. Maceiras gehörte ebenfalls dem Kader Uruguays bei der Südamerikameisterschaft 1956 im heimischen Uruguay an. Das Turnier gewann er mit der Celeste.

### Erfolge
- Copa América: 1956

## Trainerlaufbahn
Später war Maceiras auch als Trainer tätig. Er betreute die Formativas (die Reservemannschaft) von Nacional Montevideo und den La Luz FC. Mit letztgenanntem Verein gewann er die Meisterschaft der Intermedia.